# XXL (rivista)
XXL è una rivista statunitense dedicata all'hip hop, edita da Harris Publications.
Dal 1997, XXL è in competizione con riviste come The Source e Vibe. Fondata da Jules Winnfield, in precedenza collaboratore di The Source, XXL nasce con l'idea di creare una rivista migliore di questa, ritenuta poco imparziale a causa dell'influenza del rapper Benzino sulle scelte editoriali.
A dicembre 2006, XXL rilevò Scratch, una rivista dedicata a dj e produttori, sempre di proprietà della Harris Publications, rinominandola "XXL Presents Scratch Magazine". la rivista non è più pubblicata dal dicembre 2007. Altre riviste che ebbero vita breve sono state Hip-Hop Soul, Eye Candy Magazine e Shade45 Magazine.

## Uscite speciali
Ad agosto 2005, Eminem e XXL pubblicarono un numero speciale, dal titolo XXL Presents Shade 45, designato a dare risalto alla creazione della stazione radiofonica Shade 45 e agli artisti affiliati alla Shady Records. Jonathan Rheingold, executive producer di XXL affermò che questo tipo di uscite non gli erano congeniali, ma che una realtà apertamente imparziale ed attenta alla scena hip hop come Shade 45 dava un senso a questa scelta.

## Freshman Class annuale
A partire dal 2007 (saltando il 2008), XXL pubblica la sua lista annuale "Freshman Class". La rivista presenta quindi dieci artisti da scoprire, tutti presenti sulla copertina della rivista. L'elenco prevede artisti sconosciuti/underground che hanno fatto da apripiste per concerti o artisti considerati in voga. L'elenco ha creato un notevole buzz marketing tra ascoltatori e artisti, poiché è noto per aver dato a molti artisti il loro primo assaggio di fama.
Occasionalmente, l'elenco della Freshman Class può contenere aggiunte extra per includere più rapper. Nel 2013, ad esempio, XXL ha aggiunto un undicesimo posto onorario per il rapper Chief Keef a causa del fatto che l'artista si trovava in carcere per sei giorni e non era in grado di partecipare al servizio fotografico a New York. Nel 2014, l'elenco della Freshman Class includeva due punti extra, portando a dodici il numero di rapper della rivista. Nell'edizione del 2019, la Freshman Class conteneva 11 rapper, al contrario dei soliti dieci selezionati.
Nel 2018, la lista è stata ridotta a nove artisti in seguito al rifiuto di Lil Skies a partecipare, il quale ha accusato la rivista di essere truccata. Anche il sostituto di Skies, il rapper Rich the Kid, ha rifiutato di partecipare alla lista.

### Lista completa
| Anno | Componenti |
| ---- | --- |
| 2007 | Saigon, Plies, Rich Boy, Gorilla Zoe, Joell Ortiz, Lupe Fiasco, Lil Boosie, Crooked I, Papoose e Young Dro.                                                         |
| 2009 | Wale, B.o.B, Charles Hamilton, Asher Roth, Cory Gunz, Blu, Mickey Factz, Ace Hood, Currensy e Kid Cudi.                                                             |
| 2010 | J. Cole, Pill, Nipsey Hussle, Freddie Gibbs, Big Sean, Wiz Khalifa, OJ da Juiceman, Jay Rock, Fashawn e Donnis.                                                     |
| 2011 | Meek Mill, Big K.R.I.T., Cyhi the Prynce, Lil Twist, Yelawolf, Fred the Godson, Mac Miller, YG, Lil B, Kendrick Lamar e Diggy Simmons.                              |
| 2012 | Future, Kid Ink, Danny Brown, French Montana, Macklemore, Don Trip, Machine Gun Kelly, Hopsin, Iggy Azalea e Roscoe Dash.                                           |
| 2013 | ScHoolboy Q, Trinidad James, Joey Bada$$, Ab-Soul, Logic, Action Bronson, Kirko Bangz, Travis Scott, Dizzy Wright, Angel Haze e Chief Keef.                         |
| 2014 | Chance The Rapper, Rich Homie Quan, Isaiah Rashad, Ty Dolla Sign, Lil Durk, Kevin Gates, Troy Ave, Vic Mensa, Jon Connor, Lil Bibby, Jarren Benton e August Alsina. |
| 2015 | Fetty Wap, Dej Loaf, Raury, Kidd Kidd, OG Maco, Shy Glizzy, K Camp, Vince Staples, Tink e GoldLink.                                                                 |
| 2016 | Lil Uzi Vert, Lil Yachty, Kodak Black, Denzel Curry, G Herbo, Dave East, Lil Dicky, Anderson Paak, Desiigner e 21 Savage.                                           |
| 2017 | Kamaiyah, A Boogie Wit Da Hoodie, PnB Rock, Playboi Carti, Aminé, Kap G, Kyle, Ugly God, MadeinTYO e XXXTentacion.                                                  |
| 2018 | Ski Mask the Slump God, Lil Pump, Smokepurpp, JID, Stefflon Don, BlocBoy JB, YBN Nahmir, Wifisfuneral e Trippie Redd.                                               |
| 2019 | Comethazine, Tierra Whack, DaBaby, Lil Mosey, Roddy Ricch, YBN Cordae, YK Osiris, Rico Nasty, Gunna, Blueface, e Megan Thee Stallion.                               |
| 2020 | Polo G, Chika, NLE Choppa, Jack Harlow, Lil Keed, Lil Tjay, Fivio Foreign, Calboy, Rod Wave, Baby Keem, 24kGoldn e Latto.                                           |
| 2021 | 42 Dugg, Flo Milli, Morray, Pooh Shiesty, Lakeyah, Coi Leray, Toosii, Blxst, DDG, Rubi Rose e Iann Dior.                                                            |
| 2022 | BabyTron, Cochise, Saucy Santana, Babyface Ray, KenTheMan, SoFaygo, Big Scarr, Big30, KayCyy, Doechii, Kali e Nardo Wick.                                           |
| 2023 | TiaCorine, 2Rare, Finesse2tymes, DC The Don, Rob49, Luh Tyler, Fridayy, GloRilla, Lola Brooke, SleazyWorld Go, Real Boston Richey e Central Cee.                    |
| 2024 | Lay Bankz, Maiya The Don, BigXthaPlug, Hunxho, Skilla Baby, Cash Cobain, That Mexican OT, Rich Amiri, BossMan Dlow, 4batz e ScarLip.                                |

Gli artisti che hanno rifiutato di apparire nella Freshman List sono Nicki Minaj, Drake, XV, ASAP Rocky, Young Thug, PartyNextDoor, iLoveMakonnen, Tory Lanez, Post Malone, Rich the Kid, Lil Skies, NAV, Young MA, Benny the Butcher, Juice Wrld, Don Toliver e Lil Tecca.

## Album quotati
XXL classifica gli album in base ad una scala che va da "S" (bassa qualità) a "XXL" (album classico). Inizialmente lo status di XXL fu conferito solo ai seguenti sei album
- The Miseducation of Lauryn Hill di Lauryn Hill
- The Blueprint di Jay-Z
- Be di Common
- Late Registration di Kanye West
- Hell Hath No Fury dei Clipse
- Get Rich or Die Tryin' di 50 Cent

A dicembre 2007 altri album vennero aggiunti all'elenco: 
- The College Dropout di Kanye West
- The Marshall Mathers LP di Eminem
- 2001 di Dr. Dre
- Life After Death di The Notorious B.I.G.
- Reasonable Doubt di Jay-Z
- The Infamous dei Mobb Deep
- The Diary di Scarface
- Illmatic di Nas
- Enter the Wu-Tang (36 Chambers) dei Wu-Tang Clan
- The Chronic di Dr. Dre
- The Lost Tapes di Nas
- All Eyez on Me di Tupac Shakur
- The Don Killuminati: The 7 Day Theory di Tupac Shakur